# Museo contadino di Varese Ligure
Il Museo contadino di Varese Ligure, talvolta chiamato museo contadino di Cassego, è tra le poche raccolte liguri sulla civiltà contadina.
Il museo è frutto di anni di paziente raccolta e recupero delle tradizioni valdivarensi, progressivamente dimenticate dopo il grande esodo dalle campagne avvenuto negli anni cinquanta del XX secolo. 

A differenza dei centri di fondovalle, più aperti alle influenze esterne e maggiormente inseriti nel circuito culturale ed economico allargato, i piccoli centri di montagna praticavano un'economia di sussistenza e sviluppavano una cultura genuina, meno esposta a influenze diverse. 

In particolare il museo contadino conserva la testimonianza della cultura abbastanza omogenea degli antichi abitati della zona di montagna alle spalle di Varese Ligure, cultura che si esprime negli usi e nei costumi, negli attrezzi da lavoro, nel modo di vivere e nelle consuetudini della popolazione.

## Storia
Il museo nasce per iniziativa di don Sandro Lagomarsini, parroco di Cassego, e prende avvio dal lavoro di ricerca delle tradizioni orali, diligentemente fissate in interviste e filmati. 
Dal 1971 al 1974 vengono raccolte di casa in casa le testimonianze della vita contadina. Si recuperano capillarmente gli attrezzi da lavoro, le suppellettili e gli utensili caduti in disuso.
Da questo nucleo originario prende forma una consistente collezione di materiale che consente di inaugurare, nel 1975, una esposizione permanente realizzata con la consulenza di alcuni docenti universitari dell'Università di Salerno e dell'Università di Genova. 

Nel 1976 viene pubblicata una guida all'esposizione dal titolo Progetto di Museo contadino. 
L'attività museale prosegue negli anni seguenti con la collaborazione delle scuole elementari della zona: nel 1982 si realizza un filmato dal valore socio-antropologico, oltre che storico, che mostra l'uso degli attrezzi contadini raccolti.

È del 1983 la pubblicazione della prima parte della Carta culturale dell'Alta Val di Vara, mentre nel 2011 sono ancora in corso di preparazione la seconda parte della "Carta" e la catalogazione definitiva degli oggetti esposti.

## Collezione
Nelle stanze del Museo si allineano gli utensili relativi ai vari cicli di produzione.

### Il ciclo del latte
Per quello del latte: la stanga per portare l'acqua alle bestie e per il trasporto del latte; il ramà (paiolo di rame) per raccoglierlo; il cuin (colino) di legno d'ontano; le fascelle (forme); la cassa (mestolo); la conchetta di legno con la parte centrale sollevata per fare perdere il siero al formaggio; il torchio per pressare il formaggio stesso, che veniva fatto salare in vaschette di legno sulle ciappe di ardesia provenienti dal Monte Chiappozzo.

### Il ciclo del vino
Le baghe (cioè gli otri di pelle di capretto) ed il torchio a stanga sono invece gli attrezzi del ciclo del vino, che in si affiancava al sidro ottenuto schiacciando le mele in un tronco scavato.

### Il ciclo del grano
Il ciclo del grano è documentato dalla corba (cesta per il letame portata a spalle o su una slitta detta lésa), dagli aratri in legno e da quelli con l'ala (voltorecchio). La battitura del grano avveniva col sistema della péiga: su della terra battuta con la verga si metteva il letame diluito con acqua, che permetteva di battere solo sulle spighe senza danneggiare la paglia, utile a coprire le case e le cascine.
Con la farina si confezionava il pane "fatto in casa": la mésa (madia) serviva come ripiano su cui impastare; la pasta veniva poi lasciata su una grande livéa a lievitare, coperta da una conchetta che impediva al pane di debordare.
Il tutto era poi cotto sotto il testo, una campana di terracotta (in tempi più recenti di ghisa) scaldata sulla piastra del focolare, detto sö.

### Il ciclo del mais
Nel museo di Cassego è testimoniato anche il ciclo della méga, la meliga o mais, un alimento di largo consumo sul territorio, a cominciare dal metodo di semina: con un rastrellone si tracciavano sul campo arato le linee da seguire nella semina stessa, si scavavano alcuni fori entro i quali erano introdotti i chicchi. Per praticare il piccolo scavo si usava una zappetta (zappella), che alla fine di ogni stagione di lavori occorreva restaurare saldando i pezzi rotti.
Con la méga si faceva la polenta nel recipiente detto bronzo (casseruola di rame, bronzo o ghisa), posandola poi sulla livea rettangolare e raccogliendola a mucchio con la paletta.

### Il ciclo delle castagne
Alla base dell'alimentazione della popolazione dell'Alta Val di Vara, insieme alla farina di granturco, c'era quella di castagne da cui si originano molti piatti tipici della zona: gli gnocchi da condire con la ricotta; la farina, un impasto di farina ricoperto da ricotta, ed il castagnaccio cotto sotto il testo; le chissöe, focaccette dalla preparazione simile a quella dei testaroli; il pan martin, una mescolanza di farina di grano e farina di castagna; le pelate col latte.
Le castagne, raccolte con molle, rastrellina, cavagno e corba, venivano trasportate in un sacchetto di canapa (sacchella) portato in cintola e sostenuto da un bastone avvolto per due tre giri al sacco, lo stesso raccoglitore utilizzato per le olive. 
Le castagne erano poi seccate sull'essiccatoio (gràia), una grata situata proprio sopra la cucina così da poterne ricevere il caldo del focolare; dopodiché venivano battute con un procedimento rudimentale ma efficace. 
In un sacco di canapa si stipavano una ventina di chili di castagne; due persone, tenendo il sacco agli angoli, lo battevano sul ceppo in modo tale che i colpi le sbucciassero. Quindi con il vallo era tolta la buccia, col setaccio (crevello) venivano invece eliminati i frammenti spezzati; il resto era versato in un mezzo tronco di castagno incavato (sernàgioia) dove avveniva la divisione tra le castagne da cui ricavare la farina e quelle per il farinaccio dei maiali, entrambe conservate in una cassapanca (bancà) a due scomparti.

### Il ciclo della canapa
Nel Museo non mancano neppure gli attrezzi tipici del ciclo della canapa: la gràmola per spezzarla, il maìscio (macero), la scarlazza, il pettine per cardarla. Un tempo si faceva largo uso di questa fibra per indumenti: il prodotto più tipico del varesino è la mezzalana, un tessuto a trama di canapa e ordito di lana di pecora nera, usato per giacconi, calzoni e capi pesanti.

### La bottega artigiana
Nella bottega artigiana si conservano anche oggetti dagli usi più disparati: la rastrellina per i mirtilli, il legno con i "denti" di chiodi; il portasale in legno; la fiocina per pescare; i collari per bovini ed ovini.

### La cucina rustica
Infine tutto il corredo di una cucina rustica: il fornello mobile (tanùn); l'essiccatoio (gràia) per castagne e granoturco; il testo per il pane; il mestolo (cassa) per attingere l'acqua alla conca; la mastra coi cassetti per la farina e la soprastante mésa per impastare.

## Fonte
- Parte del testo di questa voce proviene da "Museo contadino di Cassengo", voce pubblicata in GFDL e CC-BY-SA su Wikispedia. Fonte citata nella voce originale: "Cara Spezia", Il Secolo XIX.